# Сражение в Ла-Манше (1944)
Сраже́ние в Ла-Манше — серия морских боёв в апреле 1944 г. во время Второй мировой войны у северного побережья  Бретани, в ходе которых кораблями  Королевского ВМФ Великобритании и Королевского ВМФ Канады была разгромлена  4-я флотилия миноносцев Кригсмарине.

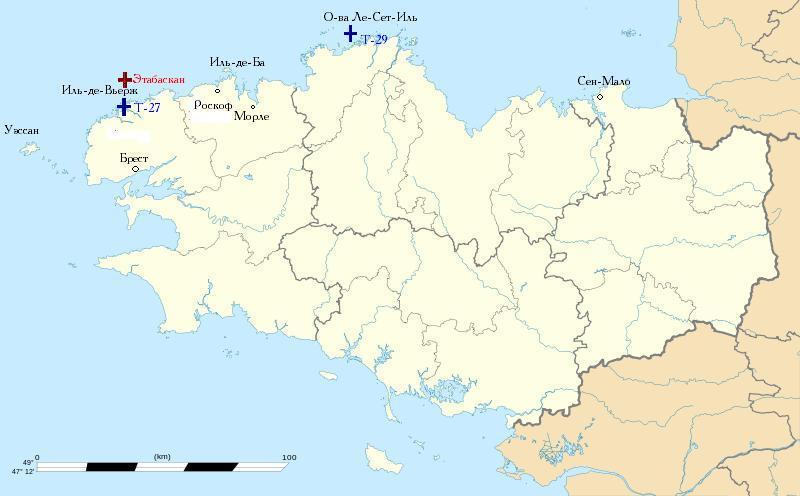
Побережье Бретани в апреле 1944 г.

## Бой у островов Ле-Сет-Иль
Вечером 25 апреля 1944 г. немецкие миноносцы Т-29, Т-27 и Т-24 из 4-й флотилии вышли из Сен-Мало в Ла-Манш и выставили  минные защитники для усиления заграждения к северу от островов Ле-Сет-Иль у побережья Бретани. Операцией руководил старший из командиров кораблей капитан-лейтенант Грунд, командир миноносца Т-29.

### Состав 4-й флотилии миноносцев
Миноносцы типа «Эльбинг».
Водоизмещение 1294/1754 т. Скорость 33 узла. Экипаж 206 человек. Вооружение: четыре 105-мм орудия, два 3-трубных торпедных аппарата.
- Т-29 (флагман),
- Т-27,
- Т-24,

Всего — 3 корабля, 12 орудий среднего калибра, 18 торпедных труб.
С 25 апреля западную часть Ла-Манша в рамках операции «Тоннель» патрулировало т. н. «Соединение-26» в составе британского   крейсера ПВО (по другой классификации лёгкого крейсера) «Блэк Принц» (командир и флагман соединения — кэптен Д. Мареско Ли) и эсминцев из 10-й флотилии: британский «Ашанти», канадские «Хайда», «Гурон» и «Этабаскан».

### Состав «Соединения-26»
- Крейсер «Блэк Принц»

Водоизмещение 5950-7420 т. Скорость 32 узла. Экипаж 530 человек. Вооружение — восемь 133-мм орудий, два 3-трубных торпедных аппарата
Эсминцы типа «Трайбл»
- «Ашанти»
- «Хайда» (канадский)
- «Этабаскан» (канадский)
- «Гурон» (канадский)

Водоизмещение 1854/2519 т. Скорость 36 узлов. Экипаж 260 человек. Вооружение — шесть 120-мм орудий, два 102-мм орудия (зенитные), один 4-трубных торпедный аппарат.
Всего — 5 кораблей, 40 орудий среднего калибра, 22 торпедные трубы.
Британо-канадское соединение из пяти крупных кораблей, в том числе крейсера, имело полное превосходство над тремя меньшими немецкими кораблями. Хотя «Блэк Принц» имел в бою только ограниченные задачи обнаружения противника и практически не принимал участия в сражении, союзные эсминцы типа «Трайбл» и без крейсера были намного сильнее немецких миноносцев типа «Эльбинг», прежде всего — по артиллерии. У «эльбинга» было всего четыре 105-мм орудия против шести 120-мм и двух 102-мм орудий<ref>Первоначально на вооружении эсминцев типа «трайбл» было восемь 120-мм орудий в сдвоенных установках, но с 1940—1941 г. одну из кормовых установок на эсминцах стали заменять на сдвоенную 102-мм зенитную артиллерийскую установку, на «трайбле». Кроме того, «трайблы» были значительно быстроходнее «эльбингов» и обладали лучшими радарами. Однако немецкие миноносцы имели более мощное торпедное вооружение — 6 торпед на каждом «эльбинге» против 4 торпед на «трайбле», а у немецких экипажей был больший боевой опыт, особенно по сравнению с канадцами.
В 2 часа ночи 26 апреля радар «Блэк Принца» обнаружил северо-восточней островов Ле-Сет-Иль три надводные цели, и британо-канадское соединение легло на курс перехвата. Почти одновременно радиометристы на миноносце Т-27 зафиксировали работу британских радаров, после чего немецкая флотилия развернулась и устремилась на юг на скорости в 30 узлов. Однако немцам не удалось избежать боя с сильнейшим противником.
В 2.14 «Блэк Принц» открыл огонь из орудий передней башни, стреляя осветительными снарядами с дистанции в 48 кабельтовых, а «трайблы» на полной скорости устремились к обозначенным целям. В 2.30 между союзными эсминцами и немецкими миноносцами завязался артиллерийский бой на дистанции в 16 кабельтовых. «Хайда» и «Этабаскан» сосредоточили огонь на головном Т-29, «Ашанти» и «Гурон» обстреливали идущие следом Т-24 и Т-27. Немцы отвечали из кормовых орудий, но не добились попаданий, тогда как союзникам удалось поразить 120-мм снарядами все три вражеских корабля.
На Т-24 были разрушены дальномерная площадка и радиорубка, команда боролась с пожарами. На Т-27 были перебиты паропроводы и пожарные магистрали, ход упал до 12 узлов, корму охватил сильный пожар, с которым, впрочем, удалось быстро справиться. В 3.00 Т-27 выпустил в сторону противника все свои 6 торпед. «Ашанти» и «Гурон» активным маневром уклонились от торпедного залпа, но при этом потеряли противника из вида. Т-24 резко отвернул на юго-запад и сумел добраться до Морле. Т-27 также ускользнул от англичан и канадцев и вернулся в Сен-Мало.
В самом тяжёлом положении оказался Т-29. Один из снарядов поразил его в румпельный отсек. Потеряв управление, миноносец свалился в циркуляцию и, двигаясь по кругу, подошёл вплотную к кораблям канадцев. На «Хайде» и «Этабаскане» решили, что немцы идут на таран, и открыли по Т-29 шквальный огонь с близкой дистанции. Миноносец получил попадания в заднюю дымовую трубу, котельное и машинное отделения и лишился хода. Взрывы снарядов уничтожили орудия и торпедные аппараты, командир корабля капитан-лейтенант Грунд погиб на мостике. Принявший командование старший офицер отдал команде приказ оставить корабль, но с Т-29 продолжал вести огонь последний счетверённый 20-мм зенитный автомат.
«Хайда» и «Этабаскан» ушли, предоставить добить Т-29 подошедшим «Ашанти» и «Гурону». Обстрел полузатопленного миноносца, однако, не давал результата, тот оставался на плаву. В 4.00 к Т-29 вернулись «Хайда» и «Этабаскан». Миноносец было решено добивать торпедами. Четыре эсминца выпустили по неподвижной цели практически весь свой запас — 15 торпед, но не добились ни одного попадания. Расстреляв торпеды, «трайблы» вновь открыли огонь из орудий, сблизившись до 4 кабельтовых. В 4.20 горящий остов Т-29, наконец, перевернулся и ушел под воду. Союзные корабли ушли, не оказав помощи плававшим в море немцам. Позже немецкие сторожевые корабли подобрали 73 человека. Потери экипажа миноносца составили 137 человек. Т-29 затонул в точке с координатами 48°53’N, 03°33’W, практически в том же месте, где за полгода до того погиб британский крейсер «Харибдис», торпедированный миноносцами 4-й флотилии. При возвращении в Плимут «Ашанти» и «Гурон» столкнулись и получили небольшие повреждения, из-за чего встали на ремонт. Это были единственные повреждения кораблей союзников во время этого боевого похода.

## Бой у Иль-де-Вьерж
Повреждённый в бою 26 апреля миноносец Т-27 после короткого ремонта в Морле вернулся следующей ночью в Сен-Мало, где уже стоял Т-24. Корабли получили приказ идти в Брест. Вечером 27 апреля Т-24 и Т-27 вышли из Сен-Мало и взяли курс на запад. Во время перехода они были обнаружены британской береговой РЛС, которая дала целеуказание канадским эсминцам «Хайда» и «Этабаскан», находившимся в районе севернее Иль-де-Ба. Благодаря радарам, канадцы смогли незамеченными приблизиться к немецкому отряду северо-западнее Роскофа. В 4:12 28 апреля с «Хайды» был сделан первый выстрел осветительным снарядом, обозначившим цели, после чего канадские эсминцы перешли к стрельбе на поражение. Один из первых снарядов взорвался на корме Т-27, вызвав там сильный пожар.
Миноносцы повернули на юг, ставя дымовую завесу. Т-24 выпустил залпом шесть торпед. Один из торпедных аппаратов в спешке был разряжен в противоположную сторону от противника, поэтому по направлению к канадцам ушло только три торпеды, одна из которых, всё же, нашла цель, поразив в 4:17 «Этабаскан». Взрыв торпеды вызвал детонацию снарядных погребов. Канадский эсминец охватил пожар, он стал быстро погружаться в воду. В 4:50 «Этабаскан» затонул.
Немецкие корабли разделились. Сохранивший полный ход Т-24 повернул на восток и ушел в Морле. Повреждённый Т-27 уходил на юго-восток, преследуемый вторым канадским эсминцем «Хайда». Несколько раз миноносцу удавалось скрываться от преследования, но через короткое время «Хайда» при помощи радара вновь выходил на цель и открывал огонь. Т-27 получал всё новые попадания. 120-мм снарядами были поражены мостик, центральный артиллерийский пост, носовая надстройка. В подпалубных отсеках вспыхнул сильный пожар. Из-за пробоины ниже ватерлинии миноносец получил крен на нос, вода заливала трюм. Т-27 повернул к ближайшему берегу и в 6:35 сел на мель у острова Иль-де-Вьерж (48°43′ с. ш. 04°31′ з. д.). «Хайда» продолжал обстрел, пока на Т-27 не произошёл взрыв боеприпасов. Экипаж Т-27 перебрался на берег. В бою немцы потеряли 11 человек убитыми.
Считая немецкий корабль уничтоженным, «Хайда» вернулся к месту гибели «Этабаскана» и поднял на борт 42 человек. 127 канадцев погибли (включая лейтенант-коммандера Стаббса, командира эсминца). Из-за близости вражеского берега «Хайда» должен был уйти до рассвета, и многие канадцы с «Этабаскана» остались в воде. Позднее к Иль-де-Вьержу подошли немецкие тральщики, а также прибывший из Морле Т-24. По пути он поднял из воды 47 канадских моряков с «Этабаскана». Ещё 38 канадцев выловили тральщики, а 6 человек сумели, избежав плена, самостоятельно добраться до Англии на моторной шлюпке. После безуспешных попыток снять Т-27 с мели, Т-24 продолжил переход. По пути он подорвался на мине, но всё же добрался 29 апреля до Бреста, однако затем вынужден был встать на длительный ремонт. 3 мая оставленный командой Т-27 у Иль-де-Вьержа был повреждён при авианалете, а 4 мая окончательно добит торпедой с британского торпедного катера МТБ-673.

## Итоги сражения
В результате двух боёв немцы потеряли два миноносца и 148 человек погибшими, союзники (канадцы) — один эсминец и 127 человек погибшими (еще 85 попали в плен).
Если первый бой у Ле-Сет-Иль закончился бесспорной победой союзников, то в бою у Иль-де-Вьерж победу «по очкам» одержали скорее немцы, «разменяв» свой миноносец на сильнейший канадский эсминец. Британское командование подвергло жёсткой критике действия командиров «Хайды» и «Этабаскана» в бою 28 апреля, порицая их за шаблонную тактику и отсутствие попыток применить торпеды (хотя результаты торпедной стрельбы союзных эсминцев по неподвижному Т-29 заставляют усомниться в успехе таких действий в бою с активным противником).
Однако если для огромного флота союзников гибель одного эсминца не являлась существенной потерей, то для немцев уничтожение двух миноносцев означало серьёзное ослабление их немногочисленных надводных сил на Западе. После потери двух кораблей (два последних корабля находилось в ремонте) 4-я флотилия миноносцев была расформирована. Кригсмарине было вынуждено отказаться от базирования в западной части Ла-Манша крупных кораблей, что значительно облегчало союзникам подготовку  высадки в Нормандии.